# ضرعاء أرجوانية
ضرعاء أرجوانية (الاسم العلمي:Mammillaria purpuracea) هي نوع غير مؤكد من النباتات يتبع جنس الضرعاء من الفصيلة الصبارية.